# Pak Chau
Pak Chau är en ö i Hongkong (Kina). Den ligger i den västra delen av Hongkong.